# Kumagai Toshihito
Kumagai Toshihito (熊谷俊人) (sinh ngày 13 tháng 10 năm 1959) là chính trị gia người Nhật Bản. Hiện ông đang giữ chức vụ thống đốc tỉnh Chiba kể từ năm 2021.